# Conclave de 1389
Le conclave de 1389 se déroule au palais apostolique (États pontificaux), du 25 octobre au 2 novembre 1389, à la suite de la mort d'Urbain VI. Ce conclave aboutit à l'élection du cardinal Pietro Tomacelli qui prend le nom pontifical de Boniface IX. Cette élection se déroule durant le Grand Schisme d'Occident et la papauté d'Avignon : Clément VII porte également le titre de pape depuis le 31 octobre 1378. Celui-ci est actuellement considéré comme antipape.

## Source
- (en) Cet article est partiellement ou en totalité issu de l’article de Wikipédia en anglais intitulé « Papal conclave, 1389 » (voir la liste des auteurs).
- (en) Sede Vacante de 1389 - Université de Nothridge - État de Californie - John Paul Adams - 11 avril 2015